# Nipponanthemum nipponicum
Nipponanthemum es un género monotípico de plantas fanerógamas, perteneciente a la familia Asteraceae. Su única especie: Nipponanthemum nipponicum (Franch. ex Maxim.) Kitam. , es originaria del noreste de Asia en Japón. 

## Descripción
Es un arbusto que alcanza los 20 a 100 cm de altura. Tallos erguidos, ramificado distalmente, puberulento, glabrescente. Las hojas  caulinares; sésiles; oblongas o espatuladas a lanceoladas (bases cuneiformes), los márgenes  dentados o enteros.  Flores de la corona 21 a 34 con la corola blanca. Disco floral, bisexual y fértil; [corola amarilla o púrpura] rojo, tubos cilíndricos. El número de cromosomas es de: 2n = 18.

## Taxonomía
El género fue descrito por Shirō Kitamura y publicado en Acta Phytotaxonomica et Geobotanica 29(6): 168, en el año 1978.
Etimología
El nombre del género deriva de la palabra japonesa  Nippon, el nombre de Japón y el sufijo griego anthemon, = flor. 
Sinonimia
- Chrysanthemum sect. Nipponanthemum Kitam.
- Leucanthemum nipponicum Franch. ex Maxim., Bull. Acad. Imp. Sci. Saint-Pétersbourg 17: 420. 1872;
- Chrysanthemum nipponicum (Franch. ex Maxim.) Sprenger